# Gruppe vom Lie-Typ
Gruppen vom Lie-Typ sind im mathematischen Teilgebiet der Gruppentheorie untersuchte Gruppen, die sich von gewissen Lie-Algebren herleiten, genauer handelt es sich um Gruppen von Automorphismen von Lie-Algebren. Mit den endlichen unter diesen erhält man 16 unendliche Serien endlicher einfacher Gruppen, die zusammen mit den zyklischen Gruppen von Primzahl-Ordnung und den alternierenden Gruppen die 18 Serien aus dem Klassifikationssatz endlicher einfacher Gruppen bilden.

## Tabellarische Übersicht
Wir beginnen mit einer tabellarischen Übersicht, die aus dem Lehrbuch „Finite Group Theory“ von Michael Aschbacher adaptiert ist.
| {\displaystyle A_{1}(4)\cong A_{1}(5)\cong A_{5}} |
| {\displaystyle A_{1}(7)\cong A_{2}(2)}            |
| {\displaystyle A_{1}(9)\cong A_{6}}               |
| {\displaystyle A_{3}(2)\cong A_{8}}               |

| {\displaystyle B_{n}(2^{m})\cong C_{n}(2^{m})}     |
| {\displaystyle B_{2}(3)\cong {}^{2}\!A_{3}(2^{2})} |

Die Namen ergeben sich aus den Typen von Lie-Algebren, wie unten erläutert wird. In obiger Tabelle ist {\displaystyle q^{n}} stets eine Primzahlpotenz und {\displaystyle n} linear in {\displaystyle m}, einer natürlichen Zahl inklusive 0. Die in den Nennern der Formeln für die Gruppenordnung vorkommenden Klammern {\displaystyle (\cdot ,\cdot )} stehen für den größten gemeinsamen Teiler. Viele dieser Gruppen waren bereits vor Chevalleys Arbeiten als sogenannte klassische Gruppen bekannt, manche sind auch nach ihren Entdeckern benannt. Die daher rührenden Bezeichnungen sind als alternative Bezeichnung angegeben. Die genannten Ausnahmen sind nicht-einfache Gruppen, ferner bestehen die in der Spalte Isomorphie genannten Isomorphien unter diesen Gruppen und zu den alternierenden Gruppen {\displaystyle A_{n}} (ist mit {\displaystyle A_{n}} der Lie-Typ gemeint, so folgt stets eine in Klammern gesetzte Primzahlpotenz).
Im Folgenden werden die zur Definition dieser Gruppen benötigten Begriffe entwickelt, wobei wir im Wesentlichen dem unten angegebenen Lehrbuch Simple Groups of Lie-Type von Roger Carter folgen, das ganz diesem Thema gewidmet ist, auch wenn dieses Buch bereits älter ist und aus der Zeit vor dem Klassifikationssatz stammt.
Ausgehend von der Klassifikation einfacher Lie-Algebren über {\displaystyle \mathbb {C} } beschreiben wir die durchaus verwickelte Konstruktion dieser Gruppen und führen dabei gerade soviel Begriffe ein, wie für die Definition der Gruppen erforderlich ist.
Die Darstellung zerfällt in zwei große Blöcke. Zunächst konstruieren wir die sogenannten klassischen Chevalley-Gruppen, deren Theorie auf Claude Chevalley zurückgeht; es sind dies die Gruppen ohne einen linken oberen Index in ihrem Namen. Im zweiten Block werden Automorphismen auf gewissen klassischen Chevalley-Gruppen konstruiert, deren Ordnung ist gerade der linke obere Index. Aus gewissen Fixpunktmengen dieser Automorphismen konstruiert man die sogenannten getwisteten Chevalley-Gruppen als Untergruppen der klassischen Chevalley-Gruppen. Diese wurden unabhängig von Robert Steinberg, Jacques Tits und Ravi Hertzig entdeckt.

## Einfache Lie-Algebren

### Wurzelsysteme
Es sei {\displaystyle (L,[\cdot ,\cdot ])} eine einfache, endlichdimensionale  Lie-Algebra  über {\displaystyle \mathbb {C} } und {\displaystyle (\cdot ,\cdot )_{L}} die nicht-ausgeartete Killing-Form. Dann gibt es gemäß der Theorie der Lie-Algebren eine sogenannte Cartan-Zerlegung
{\displaystyle L=H\oplus \bigoplus _{r\in \Phi }L_{r}}, wobei
- {\displaystyle H} eine Cartan-Unteralgebra ist, es gilt sogar {\displaystyle [H,H]=0},
- {\displaystyle \Phi \subset H} ein sogenanntes Wurzelsystem in der {\displaystyle \mathbb {R} }-linearen Hülle {\displaystyle H_{\mathbb {R} }} von {\displaystyle \Phi },
- {\displaystyle L_{r}=\mathbb {C} e_{r}\subset L} für jedes {\displaystyle r\in \Phi } ein eindimensionaler Unterraum, {\displaystyle e_{r}} ist ein Vektor aus {\displaystyle L_{r}\setminus \{0\}}
- {\displaystyle [H,L_{r}]=L_{r}} für alle {\displaystyle r\in \Phi },
- {\displaystyle [h,e_{r}]=(h,r)_{L}\cdot e_{r}} für alle {\displaystyle r\in \Phi ,h\in H}.

{\displaystyle H_{\mathbb {R} }} ist mit der Einschränkung der Killing-Form ein euklidischer Raum, in dem man daher Längen und Winkel zwischen Vektoren messen kann, und die Wurzelsystem-Eigenschaften führen zu starken Restriktionen für die relativen Längen der Vektoren aus {\displaystyle \Phi } und den Winkeln zwischen ihnen. Wie bei jedem Wurzelsystem kann man eine Teilmenge {\displaystyle \Phi _{0}\subset \Phi } von sogenannten fundamentalen Wurzeln auswählen, so dass
- {\displaystyle \Phi _{0}=\{r_{1},\ldots ,r_{n}\}} eine Vektorraumbasis von {\displaystyle H_{R}} ist
- alle Koeffizienten in der Entwicklung eines Vektors {\displaystyle r\in \Phi } nach der Basis {\displaystyle \Phi _{0}} dasselbe Vorzeichen haben
- {\displaystyle n_{i,j}:={\frac {4(r_{i},r_{j})_{L}^{2}}{(r_{i},r_{i})_{L}(r_{j},r_{j})_{L}}}\in \{0,1,2,3\}} für alle {\displaystyle i\not =j}.

### Dynkin-Diagramme

Die Dynkin-Diagramme sind den Wurzelsystemen zugeordnete Graphen.

Aus dem gerade vorgestellten Wurzelsystem konstruiert man das sogenannte Dynkin-Diagramm, das ist der Graph mit der Knotenmenge {\displaystyle \Phi _{0}} und {\displaystyle n_{i,j}} Kanten zwischen {\displaystyle r_{i},r_{j}\in \Phi _{0}}. Die Eigenschaften eines Wurzelsystems sind derart restriktiv, dass es nur folgende in nebenstehender Übersicht wiedergegebene Möglichkeiten, sogenannte Typen, gibt:
{\displaystyle A_{n},n\geq 1,\quad B_{n},n\geq 2,\quad C_{n},n\geq 3,\quad D_{n},n\geq 4,\quad E_{6},E_{7},E_{8},\quad F_{4},\quad G_{2}}.
Dabei steht ein „<“ bzw. „>“ über den Kanten zwischen zwei fundamentalen Wurzeln für eine entsprechende Größenrelation der Längen der fundamentalen Wurzeln.
Trotz der vielen Wahlmöglichkeiten in der grob umrissenen Konstruktion stellt dies eine vollständige Klassifikation aller einfachen, endlichdimensionalen {\displaystyle \mathbb {C} }-Lie-Algebren dar. Zwei einfache, endlichdimensionale {\displaystyle \mathbb {C} }-Lie-Algebren sind genau dann isomorph, wenn sie dasselbe Dynkin-Diagramm haben, und zu jedem der aufgelisteten Dynkin-Diagramme gibt es eine einfache, endlichdimensionale {\displaystyle \mathbb {C} }-Lie-Algebra. Diese Klassifikation geht im Wesentlichen auf Élie Cartan und Wilhelm Killing zurück. Oft bezeichnet man eine einfache, endlichdimensionale {\displaystyle \mathbb {C} }-Lie-Algebra einfach durch ihren Typ.

## Chevalley-Gruppen

### Chevalley-Basis
Wir gehen von einer einfachen, endlichdimensionalen {\displaystyle \mathbb {C} }-Lie-Algebra aus {\displaystyle L} und verwenden die oben eingeführten Begriffe.
Für zwei Wurzeln {\displaystyle r,s\in \Phi } sei
- {\displaystyle h_{r}:={\frac {2r}{(r,r)_{L}}}}, dadurch werden die fundamentalen Wurzeln geeignet „normiert“.
- {\displaystyle A_{r,s}:={\frac {2(r,s)_{L}}{(r,r)_{L}}}}, diese Zahlen sind stets aus {\displaystyle \mathbb {Z} }.
- {\displaystyle p_{r,s}:=\max\{p\in \mathbb {N} _{0}\mid s-pr\in \Phi \}}.

Die {\displaystyle h_{r_{i}}} bilden natürlich ebenfalls eine Basis der Cartan-Unteralgebra {\displaystyle H}, weshalb {\displaystyle \{h_{r}\mid r\in \Phi _{0}\}\cup \{e_{r}\mid r\in \Phi \}}
eine Basis von {\displaystyle L} ist.
Claude Chevalley hat gezeigt, dass man die Wahlen so treffen kann, dass eine heute sogenannte Chevalley-Basis vorliegt, das heißt, dass Folgendes gilt:
- {\displaystyle [h_{r},h_{s}]=0} für alle {\displaystyle r,s\in \Phi }
- {\displaystyle [h_{r},e_{s}]=A_{r,s}e_{s}} für alle {\displaystyle r,s\in \Phi }
- {\displaystyle [e_{r},e_{s}]=0} für alle {\displaystyle r,s\in \Phi } mit  {\displaystyle r+s\notin \Phi }
- {\displaystyle [e_{r},e_{s}]=N_{r,s}e_{r+s}} für alle {\displaystyle r,s\in \Phi } mit  {\displaystyle r+s\in \Phi }, wobei {\displaystyle N_{r,s}=\pm (p_{r,s}+1)}.

Bei den Vorzeichen der {\displaystyle N_{r,s}} bleiben gewisse Wahlmöglichkeiten.

### Chevalley-Gruppen über ℂ
Die oben genannten Relationen zwischen den Elementen einer Chevalley-Basis zeigen, dass für jedes {\displaystyle r\in \Phi } die Derivation
{\displaystyle \operatorname {ad} e_{r}:\,L\rightarrow L,\,x\mapsto [e_{r},x]}
ein nilpotentes Element der Algebra der linearen Operatoren auf {\displaystyle L} ist, das heißt {\displaystyle (\operatorname {ad} e_{r})^{m}=0} für ein hinreichend großes {\displaystyle m\in \mathbb {N} }. Das gilt dann auch für jedes skalare Vielfache {\displaystyle \zeta \cdot \operatorname {ad} e_{r}}, das heißt, für jedes {\displaystyle \zeta \in \mathbb {C} } ist
{\displaystyle x_{r}(\zeta ):=\exp(\zeta \cdot \operatorname {ad} e_{r})=\operatorname {id} _{L}+\sum _{k\geq 1}{\frac {1}{k!}}\zeta ^{k}(\operatorname {ad} e_{r})^{k}}
eine endliche Summe. Daher funktioniert der übliche Beweis, wonach die Exponentialfunktion einer Derivation ein Automorphismus ist. Die von den Automorphismen {\displaystyle x_{r}(\zeta )} ({\displaystyle r\in \Phi ,\zeta \in \mathbb {C} }) erzeugte Gruppe heißt Chevalley-Gruppe und wird mit {\displaystyle L(\mathbb {C} )} bezeichnet. Dabei kann die Lie-Algebra {\displaystyle L} auch durch ihren Typ ersetzt werden, das heißt, man schreibt {\displaystyle A_{n}(\mathbb {C} ),B_{n}(\mathbb {C} ),\ldots }
Die Operation von {\displaystyle x_{r}(\zeta )} auf den Elementen einer Chevalley-Basis erhält man ebenfalls aus den oben genannten Relationen:
- {\displaystyle x_{r}(\zeta )h_{r}=h_{r}-2\zeta e_{r}}
- {\displaystyle x_{r}(\zeta )e_{r}=e_{r}}
- {\displaystyle x_{r}(\zeta )e_{-r}=e_{-r}+\zeta h_{r}-\zeta ^{2}e_{r}}
- {\displaystyle x_{r}(\zeta )h_{s}=h_{s}-A_{s,r}\zeta e_{r}}   für von {\displaystyle r} linear unabhängige {\displaystyle s\in \Phi }
- {\displaystyle x_{r}(\zeta )e_{s}=\sum _{i=0}^{k}M_{r,s,i}\zeta ^{i}e_{ir+s}},

wobei {\displaystyle k} dadurch bestimmt ist, dass alle {\displaystyle ir+s} zu {\displaystyle \Phi } gehören für {\displaystyle 0\leq i\leq k}, und
{\displaystyle M_{r,s,i}:={\frac {1}{i!}}\prod _{j=0}^{i-1}N_{r,jr+s}=\pm {\frac {(p_{r,s}+1)\cdots (p_{r,s}+i)}{i!}}=\pm {\binom {p+i}{i}}\in \mathbb {Z} }.

### Chevalley-Gruppen über K
Eine weitere einfache Folgerung aus obigen Relationen zwischen den Elementen einer Chevalley-Basis ist, dass die {\displaystyle \mathbb {Z} }-lineare Hülle {\displaystyle \mathbb {Z} \Phi } bzgl. der Lie-Klammer abgeschlossen ist und daher einen Lie-Ring bildet, das heißt {\displaystyle \mathbb {Z} \Phi } erfüllt alle Axiome einer Lie-Algebra bis auf diejenigen, die die skalare Multiplikation betreffen.
Ist nun {\displaystyle K} ein beliebiger Körper, so kann man das Tensorprodukt {\displaystyle K\otimes _{\mathbb {Z} }\mathbb {Z} \Phi } bilden, denn jeder Körper ist in natürlicher Weise ein ℤ-Modul.
Jedes Element von {\displaystyle K\otimes _{\mathbb {Z} }\mathbb {Z} \Phi } hat die Form
{\displaystyle \sum _{r\in \Phi _{0}}t_{r}(1_{K}\otimes h_{r})+\sum _{r\in \Phi }s_{r}(1_{K}\otimes e_{r})},
wobei {\displaystyle 1_{K}} das Einselement in {\displaystyle K} sei und die {\displaystyle t_{r},s_{r}} Elemente aus {\displaystyle K} seien. Durch die Festlegung
{\displaystyle [1_{K}\otimes x,1_{K}\otimes y]:=1_{K}\otimes [x,y]}
erhalten wir eine {\displaystyle K}-Lie-Algebra {\displaystyle L_{K}}.
Die Menge {\displaystyle \{1_{K}\otimes h_{r}\mid r\in \Phi _{0}\}\cup \{1_{K}\otimes e_{r}\mid r\in \Phi \}} ist eine Basis von {\displaystyle L_{K}} und es gelten nach Definition der Lie-Klammer auf {\displaystyle L_{K}} dieselben Relationen wie zwischen den Elementen der Chevalley-Basis, wobei jede ganze Zahl {\displaystyle a}, die in den Relationen vorkommt, als {\displaystyle a\cdot 1_{K}\in K} zu verstehen ist, das heißt jede ganze Zahl wird wie üblich auf ein Element des Primkörpers von {\displaystyle K} abgebildet, das wird im Folgenden nicht mehr erwähnt.
Ganz analog kann man nun wie folgt Operatoren {\displaystyle x_{r}(t)} auf {\displaystyle L_{K}} erklären. Jedes {\displaystyle x_{r}(\zeta )} hat bzgl. der Chevalley-Basis eine Matrix-Darstellung mit Matrixelementen {\displaystyle a\zeta ^{i},\,a\in \mathbb {Z} ,i\in \mathbb {N} _{0}}, wie man an obigen Formeln für die Operation der {\displaystyle x_{r}(\zeta )} auf den Basiselementen ablesen kann. Für jedes {\displaystyle t\in K} definiert dann die Matrix mit den entsprechenden Matrixelementen {\displaystyle at^{i}} einen mit {\displaystyle x_{r}(t)} bezeichneten Automorphismus auf {\displaystyle L_{K}}. Dieser operiert wie folgt auf den Basiselementen:
- {\displaystyle x_{r}(t)h_{r}=h_{r}-2te_{r}}
- {\displaystyle x_{r}(t)e_{r}=e_{r}}
- {\displaystyle x_{r}(t)e_{-r}=e_{-r}+th_{r}-t^{2}e_{r}}
- {\displaystyle x_{r}(t)h_{s}=h_{s}-A_{s,r}te_{r}}   für von r linear unabhängige {\displaystyle s\in \Phi }
- {\displaystyle x_{r}(t)e_{s}=\sum _{i=0}^{k}M_{r,s,i}t^{i}e_{ir+s}}   mit demselben {\displaystyle k} wie in obigen Formeln für {\displaystyle x_{r}(\zeta )}

Beachte, dass alle Koeffizienten in diesen Gleichungen ganzzahlig sind.
Die von den Automorphismen {\displaystyle x_{r}(t),\,r\in \Phi ,t\in K} erzeugte Gruppe heißt die Chevalley-Gruppe über {\displaystyle K} und wird mit {\displaystyle L(K)} bezeichnet.
{\displaystyle L(K):=\langle x_{r}(t)\mid r\in \Phi ,t\in K\rangle }
Die Gruppen {\displaystyle L(K)} sind bis auf Isomorphie eindeutig durch die Isomorphieklassen der einfachen, endlichdimensionalen {\displaystyle \mathbb {C} }-Lie-Algebra {\displaystyle L} und des Körpers {\displaystyle K} bestimmt.
Ist {\displaystyle K} endlich, so ist {\displaystyle K} bereits durch die Anzahl seiner Elemente, die eine Primzahlpotenz {\displaystyle q} sein muss, bis auf Isomorphie eindeutig bestimmt und man schreibt daher {\displaystyle L(q)} statt {\displaystyle L(K)}. Statt {\displaystyle L} genügt die Angabe des Typs, und man schreibt daher {\displaystyle A_{n}(q),B_{n}(q),\ldots }. Für diese Gruppen gilt folgender Satz:
Ist {\displaystyle L} eine einfache, endlich-dimensionale {\displaystyle \mathbb {C} }-Lie-Algebra und {\displaystyle K} ein Körper, so ist die Chevalley-Gruppe {\displaystyle L(K)} einfach bis auf die Ausnahmen {\displaystyle A_{1}(2),A_{1}(3),B_{2}(2),G_{2}(2)}.
Damit sind die ersten neun Serien einfacher Gruppen obiger tabellarischer Übersicht erklärt.

## Getwistete Chevalley-Gruppen

### Automorphismen auf Dynkin-Diagrammen

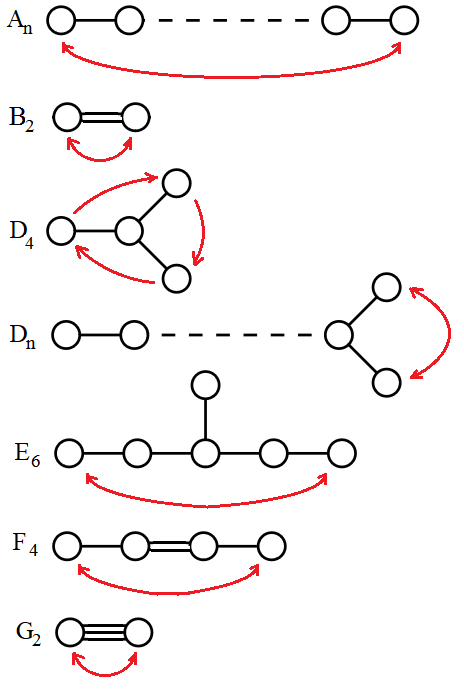
Nicht-triviale Automorphismen auf Dynkin-Diagrammen.

Die getwisteten Chevalley-Gruppen sind Untergruppen der Chevalley-Gruppen, die aus gewissen Fixpunkt-Mengen eines geeigneten Automorphismus {\displaystyle \sigma } der Chevalley-Gruppe gebildet werden. Ein solcher Automorphismus entsteht aus einem Graphenautomorphismus des Dynkin-Diagramms. Daher verschaffen wir uns zunächst einen Überblick über die möglichen Graphenautomorphismen.
Auf den Dynkin-Diagrammen {\displaystyle A_{n}} hat man für {\displaystyle n\geq 2} den nicht-trivialen Automorphismus, der den Graphen am horizontalen Zentrum spiegelt, wie in nebenstehender Zeichnung angedeutet.
Auf den Dynkin-Diagrammen {\displaystyle B_{n}} mit {\displaystyle n>2} gibt es keine nicht-trivialen Graphenautomorphismen, denn jeder Graphenautomorphismus muss den einzigen Knoten mit nur einer Kante festlassen und ebenso die Abstände zu diesem Knoten. Für {\displaystyle B_{2}} gilt das natürlich nicht und hier gibt es einen nicht-trivialen Automorphismus, wie in der nebenstehenden Zeichnung angegeben. Dasselbe gilt für {\displaystyle C_{n}}, {\displaystyle C_{2}} ist nicht aufgeführt, da dieses mit {\displaystyle B_{2}} zusammenfällt.
Auf {\displaystyle D_{n}} hat man die Vertauschung der beiden rechten Enden als Graphenautomorphismus. Eine Besonderheit ergibt sich bei {\displaystyle D_{4}}, hier ist die angegebene Rotation ebenfalls ein nicht-trivialer Graphenautomorphismus.
In den {\displaystyle E_{n}}-Diagrammen gibt es genau einen Knoten mit drei Kanten, der daher unter jedem Graphenautomorphismus fix bleiben muss. Das bereits oben bei {\displaystyle B_{n}} gegebene Abstandsargument zeigt, dass {\displaystyle E_{7}} und {\displaystyle E_{8}} keine nicht-trivialen Graphenautomorphismen haben können, {\displaystyle E_{6}} hat den in der Zeichnung angedeuteten  Graphenautomorphismus. Für {\displaystyle F_{4}} und {\displaystyle G_{2}} liegt der Graphenautomorphismus auf der Hand.
Man beachte, dass fast alle angegebenen Graphenautomorphismen die Ordnung 2 haben. Die einzige Ausnahme ist das Dynkin-Diagramm {\displaystyle D_{4}}, auf dem es einen Graphenautomorphismus der Ordnung 2 und einen der Ordnung 3 gibt.

### Automorphismen auf den Chevalley-Gruppen
Ist nun {\displaystyle \rho } ein Graphenautomorphismus auf einem Dynkin-Diagramm, so kann man tatsächlich einen Automorphismus {\displaystyle \sigma } der zugehörigen Chevalley-Gruppe finden, der {\displaystyle X_{r}:=\{x_{r}(t)|t\in K\}} für jedes {\displaystyle r\in \Phi _{0}} auf {\displaystyle X_{\rho (r)}} abbildet, wobei der Körper {\displaystyle K} im Falle von {\displaystyle B_{2}} und {\displaystyle F_{4}} vollkommen und von der Charakteristik 2 und im Falle von {\displaystyle G_{2}} vollkommen und von der Charakteristik 3 sein muss.
Damit der Gruppenautomorphismus {\displaystyle \sigma } dieselbe Ordnung wie der Graphenautomorphismus {\displaystyle \rho } hat, muss man noch gewisse Körperautomorphismen  ins Spiel bringen, was im Falle der uns interessierenden endlichen Körper zu weiteren Einschränkungen führt, die sich insgesamt wie folgt darstellen, wobei {\displaystyle q} stets für eine Primzahlpotenz steht:
- Typ {\displaystyle A_{n},D_{n},E_{6}}: {\displaystyle |K|} muss ein Quadrat sein, also {\displaystyle |K|=q^{2}}
- Typ {\displaystyle D_{4}} (mit {\displaystyle \mathrm {ord} (\rho )=3}): {\displaystyle |K|} muss eine dritte Potenz sein, also {\displaystyle |K|=q^{3}}
- Typ {\displaystyle B_{2},F_{4}}: {\displaystyle |K|=2^{2m+1}}   mit {\displaystyle m\in \mathbb {N} _{0}}
- Typ {\displaystyle G_{2}}: {\displaystyle |K|=3^{2m+1}}   mit {\displaystyle m\in \mathbb {N} _{0}}

### Konstruktion der getwisteten Chevalley-Gruppen
Für endliche Körper {\displaystyle K} mit {\displaystyle q^{i}} Elementen, {\displaystyle q} eine Primzahlpotenz, gibt es also unter den oben genannten Einschränkungen zum nicht-trivialen  Graphenautomorphismus {\displaystyle \rho } des Dynkin-Diagramms einen entsprechenden Gruppenautomorphismus {\displaystyle \sigma } gleicher Ordnung auf der zugehörigen Chevalley-Gruppe, der jede Menge {\displaystyle X_{r},r\in \Phi _{0}} nach {\displaystyle X_{\rho (r)}} abbildet. Mit diesem Gruppenautomorphismus wird nun wie folgt eine Untergruppe gebildet, wobei man beachte, dass die Gesamtkonstruktion nach wie vor von einer einfachen, endlichdimensionalen {\displaystyle \mathbb {C} }-Lie-Algebra {\displaystyle L} ausgeht und daher alle oben eingeführten Begriffe zur Verfügung stehen. Man definiert
{\displaystyle \Phi ^{+}:=\{r\in \Phi \mid {\text{ alle Koeffizienten in der Darstellung bzgl. der Basis }}\Phi _{0}{\text{ sind }}\geq 0\}}, die positiven Wurzeln
{\displaystyle \Phi ^{-}:=\Phi \setminus \Phi ^{+}}, die negativen Wurzeln
{\displaystyle U:=\langle X_{r}\mid r\in \Phi ^{+}\rangle }, die von {\displaystyle \textstyle \bigcup _{r\in \Phi ^{+}}X_{r}} erzeugte Untergruppe von {\displaystyle L(q^{i})}.
{\displaystyle V:=\langle X_{r}\mid r\in \Phi ^{-}\rangle }
{\displaystyle M_{\sigma }:=\{x\in M\mid \sigma (x)=x\}}, die Menge der {\displaystyle \sigma }-Fixpunkte einer Teilmenge {\displaystyle M\subset L(q^{i})}.
{\displaystyle {}^{\mathrm {ord} \,\sigma }\!L(q^{i}):=\langle U_{\sigma },V_{\sigma }\rangle }, die von {\displaystyle U_{\sigma }\cup V_{\sigma }} erzeugte Untergruppe von {\displaystyle L(q^{i})}.
Da {\displaystyle L(q^{i})} definitionsgemäß von den {\displaystyle X_{r},r\in \Phi } erzeugt wird, ist {\displaystyle L(q^{i})=\langle U,V\rangle } und natürlich {\displaystyle U_{\sigma }\subset L(q^{i})_{\sigma }} und {\displaystyle V_{\sigma }\subset L(q^{i})_{\sigma }} und daher {\displaystyle {}^{\mathrm {ord} \,\sigma }\!L(q^{i}):=\langle U_{\sigma },V_{\sigma }\rangle \subset L(q^{i})_{\sigma }}. Hier gilt im Allgemeinen keine Gleichheit, daher rührt die etwas kompliziert anmutende Definition.
Die Gruppen {\displaystyle {}^{\mathrm {ord} \,\sigma }\!L(q^{i})} heißen getwistete Chevalley-Gruppen. Da {\displaystyle \mathrm {ord} \,\sigma } nur die Werte 2 und 3 annehmen kann und {\displaystyle L} nur von bestimmten Typen mit den oben genannten Einschränkungen sein kann,  erhält man die restlichen Gruppen {\displaystyle {}^{2}\!A_{n}(q^{i}),{}^{2}\!B_{2}(2^{2m+1}),\ldots } obiger tabellarischer Übersicht, denn es gilt folgender Satz:
Die getwisteten Chevalley-Gruppen sind einfach mit Ausnahme von
{\displaystyle {}^{2}\!A_{2}(2^{2})}, eine auflösbare Gruppe der Ordnung 72
{\displaystyle {}^{2}\!B_{2}(2)}, eine auflösbare Gruppe der Ordnung 20
{\displaystyle {}^{2}\!G_{2}(3)}, eine 1.512-elementige Gruppe mit einer zu {\displaystyle A_{1}(8)} isomorphen Kommutatorgruppe von Index 3
{\displaystyle {}^{2}\!F_{4}(2)}, eine 35.942.400-elementige Gruppe mit einer Kommutatorgruppe vom Index 2.

### Die Tits-Gruppe
Die getwisteten Chevalley-Gruppen {\displaystyle {}^{2}\!F_{4}(2^{2m+1})} sind alle einfach bis auf die Gruppe {\displaystyle {}^{2}\!F_{4}(2)} mit {\displaystyle m=0.} Einfach ist aber deren Kommutatorgruppe {\displaystyle {}^{2}\!F_{4}(2)',} die 17.971.200 Elemente hat und zu keiner der anderen bisher aufgeführten Gruppen isomorph ist. Man nennt sie nach Jacques Tits die Tits-Gruppe. Sie gehört zur Familie der {\displaystyle {}^{2}\!F_{4}(2^{2m+1})'}-Gruppen von Kommutatorgruppen der ersten Familie, deren Mitglieder für {\displaystyle m>0} als einfache nicht-abelsche Gruppen mit ihren Kommutatorgruppen übereinstimmen. Die zweite Familie besteht also ausschließlich aus einfachen Gruppen, die alle bis auf die Gruppe {\displaystyle {}^{2}\!F_{4}(2)'} Gruppen vom Lie-Typ sind. Definitionsgemäß wird eine endliche einfache Gruppe sporadisch genannt, wenn sie nicht einer unendlichen Familie von endlichen einfachen Gruppen zugeordnet werden kann. Somit ist die Tits-Gruppe keine sporadische Gruppe – auch wenn sie keine Gruppe vom Lie-Typ ist.